# ホスホグリコール酸ホスファターゼ
ホスホグリコール酸ホスファターゼ(Phosphoglycolate phosphatase、EC 3.1.3.18)は、以下の化学反応を触媒する酵素である。
2-ホスホグリコール酸 + 水{\displaystyle \rightleftharpoons }グリコール酸 + リン酸
従って、この酵素の基質は2-ホスホグリコール酸と水の2つ、生成物はグリコール酸とリン酸の2つである。
この酵素は加水分解酵素に分類され、特にリン酸モノエステル結合に作用する。系統名は、2-ホスホグリコール酸 ホスホヒドロラーゼ(2-phosphoglycolate phosphohydrolase)である。この酵素は、グリオキシル酸とジカルボン酸の代謝に関与している。

## 構造
2007年末時点で、5つの構造が解明されている。蛋白質構造データバンクのコードは、1TE2、1WR8、2HDO、2HI0、2NYVである。